# Gincrey
Gincrey ist eine französische Gemeinde mit 61 Einwohnern (Stand: 1. Januar 2022) im Département Meuse in der Region Grand Est (vor 2016: Lothringen). Sie gehört zum Arrondissement Verdun und zum Kanton Belleville-sur-Meuse.

## Geographie
Gincrey liegt etwa 18 Kilometer nordöstlich von Verdun. Umgeben wird Gincrey mit den Nachbargemeinden Gremilly im Nordwesten und Norden, Loison im Norden und Nordosten, Senon im Nordosten und Osten, Foameix-Ornel im Südosten, Morgemoulin im Süden, Mogeville im Südwesten und Westen sowie Maucourt-sur-Orne im Westen.

## Bevölkerungsentwicklung
| Jahr                       | 1962 | 1968 | 1975 | 1982 | 1990 | 1999 | 2006 | 2019 |
| Einwohner                  | 85   | 80   | 72   | 73   | 70   | 65   | 65   | 65   |
| Quellen: Cassini und INSEE |      |      |      |      |      |      |      |      |

## Sehenswürdigkeiten
- Kirche Sainte-Agathe aus dem 17. Jahrhundert, 1925 wieder errichtet

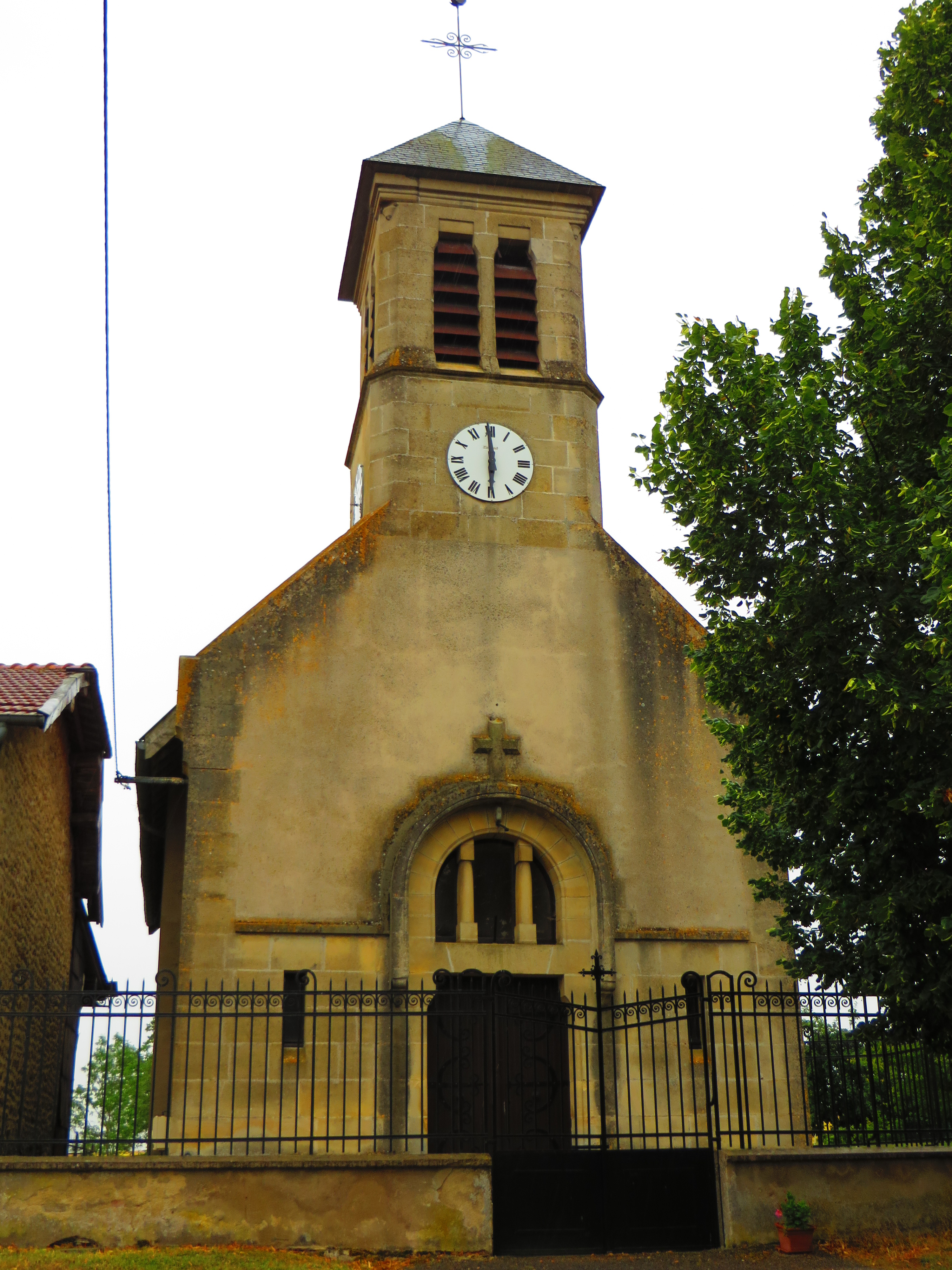
Kirche Sainte-Agathe

- Kapelle von Pierreville